# Bộc Dương
Bộc Dương (tiếng Trung: 濮阳市) là một địa cấp thị của tỉnh Hà Nam, Cộng hòa Nhân dân Trung Hoa. Nằm ở bờ bắc của Hoàng Hà, Bộc Dương giáp An Dương về phía tây, Tân Hương về phía tây nam và Sơn Đông về phía đông, Hà Bắc về phía bắc.

## Các đơn vị hành chính
Địa cấp thị Bộc Dương quản lý các đơn vị cấp huyện sau:
- Quận Hoa Long (华龙区)
- Huyện Bộc Dương (濮阳县),
- Huyện Nam Lạc (南乐县)
- Huyện Đài Tiền (台前县),
- Huyện Thanh Phong (清丰县)
- Huyện Phạm (范县)